# DocMorris
Die DocMorris AG (bis Mai 2023 Zur Rose Group AG) ist ein Schweizer börsennotiertes Arzneimittelvertriebsunternehmen. Die bekanntesten Marken des Konzerns sind die niederländische Versandapotheke DocMorris und der Videosprechstundenanbieter TeleClinic (Telemedizin) in München. 
Neben dem Versandhandel von Medikamenten in der Schweiz und Deutschland wird ein Marktplatz für Gesundheits- und Kosmetikprodukte in Spanien und Frankreich betrieben. Das Unternehmen wurde 1993 als Ärztegrossist gegründet und betätigt sich seit 2001 auch als Versandapotheke für Privatkunden. Die ursprüngliche Aktivität als Ärztegrossist in der Schweiz wurde im Mai 2023 verkauft.

## Aktivitäten und Konzernstruktur
DocMorris ist seit 2012 Europas grösste Online-Apotheke.
DocMorris gehört zu den 500 grössten Unternehmen in der Schweiz. Die Aktien sind an der SIX Swiss Exchange kotiert. Der Hauptsitz befindet sich in Frauenfeld (Kanton Thurgau). Das Unternehmen beschäftigt an verschiedenen Standorten rund 1600 Mitarbeitende und erwirtschaftete im Geschäftsjahr 2024 einen Aussenumsatz von 1085 Millionen Franken.
DocMorris ist international unter anderem mit der niederländischen Apothekenmarke DocMorris überwiegend im deutschen Markt präsent. Diese ist seit 2004 in Heerlen unweit der deutschen Grenze beheimatet. Gründe für die Wahl des Standortes waren die Umgehung des bis 2003 in Deutschland geltenden Verbots des Arzneimittelversandhandels und der Wegfall der in Deutschland herrschenden Preisbindung auf rezeptfreie Medikamente.

## Geschichte

Zur-Rose-AG-Logo bis Mai 2023

Zur Rose wurde im März 1993 durch 21 Ärzte gegründet. Zwei Monate später eröffneten diese eine Apotheke in Steckborn und begannen in der Region Ärzte zu beliefern. Ende 1995 dehnten sie die Ärztebelieferung schrittweise auf die ganze Deutschschweiz aus. Mitte 1999 gründete das Unternehmen zusammen mit der Polymed Medical Center AG die auf Lieferservice spezialisierte PolyRose AG als gemeinsames Tochterunternehmen. Im Oktober 1999 bezog das Unternehmen das neue Logistikzentrum in Frauenfeld mit einer Gesamtfläche von 4500 m².
2001 begann Zur Rose mit dem Medikamentenversand an Patienten.
Mit der Gründung der Tochtergesellschaft Zur Rose Pharma GmbH in Halle (Saale) expandierte das Unternehmen 2004 nach Deutschland und stieg dort in das Pharmadienstleistungsgeschäft ein. Das Deutschland-Geschäft wurde Ende 2006 mit der Übernahme der VfG Versandapotheke mit Sitz in Tschechien und operativer Tätigkeit in Deutschland ausgebaut.
Mitte 2009 veräusserte die Zur Rose AG ihre auf Generika spezialisierte Tochtergesellschaft Helvepharm AG an den französischen Pharmakonzern Sanofi-Aventis. Von Januar 2011 bis 2015 kooperierte Zur Rose mit dem dm-drogerie markt in Österreich im Bereich Pick-up-Rezeptsammelstellen. Im Oktober 2012 übernahm die Zur Rose AG die niederländische Versandapotheke DocMorris vom Pharmagrosshändler Celesio für 25 Millionen Euro. Sie wurde damit Marktführer im deutschen Pharma-Versandhandel, denn mit DocMorris und den beiden bereits bestehenden Tochtergesellschaften Zur Rose Pharma und VfG Versandapotheke hatte die Zur Rose AG über zwei Millionen Kunden im deutschen Markt. Celesio hatte am 26. April 2007 rund 90 Prozent der Anteile an DocMorris übernommen. Die niederländische Versandapotheke lieferte nach einer telefonischen, postalischen oder Internet-Bestellung Arzneimittel vorwiegend an Kunden in Deutschland. Sie war im Jahr 2000 vom niederländischen Apotheker Jacques Waterval und dem Deutschen Ralf Däinghaus gegründet worden.
Die beiden Gründer verliessen bereits 2004 (Waterval) und 2009 (Däinghaus) das Unternehmen. Nach der Übernahme durch Celesio war DocMorris in Europa neben der Versandapotheke auch mit Vor-Ort-Apotheken in Deutschland, Irland, Schweden und Italien präsent. Die Apotheken ausserhalb Deutschlands gehörten allerdings Celesio und erhielten nach der Übernahme den Markennamen DocMorris. Nach dem Verkauf an die Zur Rose AG durften die Apotheken in Irland, Schweden und Italien den Markennamen für eine Übergangszeit weiter nutzen.
Im Februar 2013 übernahm das damalige Zur-Rose-AG-Tochterunternehmen DocMorris den Anteil von K–Mail Order (vormals Klingel) an der Wellsana-Apotheke, die 2010 als Gemeinschaftsunternehmen von DocMorris und K–Mail Order gegründet worden war. Im Juni 2013 gab DocMorris bekannt, dass es neuer Haupt- und Trikotsponsor von Alemannia Aachen wird. Im Juni 2014 reduzierte die Zur Rose AG die Anzahl der Logistikstandorte von vier auf drei und stellte das Logistikzentrum im tschechischen Česká Lípa ein. Das Versandgeschäft und die Pharma-Dienstleistungen der Marken DocMorris und Zur Rose für die Märkte Deutschland und Österreich werden fortan von den Standorten Heerlen (NL) und Halle an der Saale (DE) aus betrieben.
Im Jahr 2014 kam die Geschäftseinheit DocMorris auf über 2,5 Millionen Kunden.
2015 übernahm die Zur Rose AG eine Mehrheitsbeteiligung an BlueCare in Winterthur, einem Anbieter von vernetzenden Systemen im Schweizer Gesundheitswesen. Im Jahr 2015 eröffnete DocMorris auch auf etwa 16 000 m² eine neue Logistik- und Verwaltungszentrale im European Business Park Avantis in den Gemeinden Heerlen in den Niederlanden und Aachen in Deutschland. Wie die Zur Rose AG im November 2017 bekannt gab, übernimmt sie von der Ströer Media die Versandapotheke Vitalsana in Heerlen sowie den dazugehörigen Dienstleister ApDG in Ulm. Zudem wurde im selben Jahr die Eurapon Pharmahandel in Bremen übernommen.
Im Mai 2018 wurde die Übernahme der in Hamburg ansässigen Versandhandelsapotheke apo-rot durch DocMorris bekannt. Im September 2018 übernahm die Zur Rose AG den spanischen Marktplatz Promofarma. Im Januar 2019 gab die Zur Rose AG den Erwerb der medpex-Versandaktivitäten bekannt. Mit der Übernahme erhöhte die Zur Rose AG ihren Anteil am Arzneimittelversand in Deutschland von 18 auf 31 Prozent.
In der Schweiz werden in Zusammenarbeit mit der Migros-Tochter Medbase je eine in Migros-Läden integrierte Shop-in-Shop-Apotheke in den Städten Basel, Bern, Zürich und Spreitenbach betrieben.
Die Kooperation wurde beginnend ab 2020 mit weiteren Filialen ausgebaut und um einen gemeinsam betriebenen Webshop ergänzt. Im Juni 2020 wurde die Übernahme der Versandhandelsaktivitäten der von der Bad Apotheke, Bad Rothenfelde, betriebenen Apotal Versandhandelsapotheke, die 2019 Umsatzerlöse von 157 Mio. Euro erzielte, durch die Zur Rose AG bekannt. Im Juli 2020 hat die Zur Rose AG den Münchener Telemedizin-Anbieter TeleClinic GmbH (für Videosprechstunden) übernommen. Im Juli 2021 übernahm das Unternehmen die Geschäfte von apo-rot vollständig. Durch die Fusion verschwand die Marke apo-rot. Im Dezember 2021 kam es zu einer Kapitalerhöhung durch die Ausgabe von 650'000 neuen Aktien. Diese Massnahme generierte einen Bruttoerlös von 188,5 Millionen Franken.
2022 wurden am Standort Heerlen die Marke medpex integriert und die Kapazität mehr als verdoppelt. Der Logistikstandort in Bremen wurde gleichzeitig geschlossen und die Marke Eurapon eingestellt. Im Februar 2023 wurde bekannt, dass die Zur Rose Suisse AG, die die ursprünglichen Aktivitäten der Gruppe als Grossist für Ärzte hielt, unter Vorbehalt der Zustimmung der Wettbewerbskommission, von der Migros-Tochter Medbase übernommen werden sollte. Die Genehmigung zur Übernahme erfolgte im April 2023. Im Mai 2023 firmierte die Zur Rose AG auf DocMorris AG um. Im April 2024 hat DocMorris als erster Anbieter für den deutschen Markt von der Nationalen Agentur für Digitale Medizin (gematik) die Zulassung für den Produkttyp eHealth-CardLink (eH-CL) für einen volldigitalen Einlöseweg des E-Rezepts über die DocMorris App erhalten.

## Kooperationen
2013 wurde die inhabergeführte Versandapotheke Zur Rose in Halle exklusiver Apothekenpartner der deutschen Drogeriemarktkette dm und war als solcher in rund 1600 Filialen in Deutschland präsent. dm hatte damit die mehrere Jahre bestehende Kooperation mit der Europa Apotheek Venlo beendet. 2015 wurden die Bestell-Terminals in den dm Filialen abgebaut, der Abholservice für Zur Rose Kunden blieb bestehen. Ende 2024 wurde der Logistik- und Service-Standort Zur Rose Pharma GmbH in Halle (Saale) von DocMorris geschlossen, die Marke Zur Rose in Deutschland vom Markt genommen.

## Rechtliche Situation auf dem Deutschen Markt

### Kunden
Aus den Niederlanden bedient das Unternehmen überwiegend den deutschen Markt. Dazu besitzt das Unternehmen in Aachen eine deutsche Postfach-Adresse. Bei rezeptpflichtigen Medikamenten gab es lange Zeit zur schriftlichen Bestellung keine Alternative, da das Rezept dem Versender vorgelegt werden musste. Seit April 2024 ist die kontaktlose Einlösung des E-Rezepts per Smartphone-App möglich. Bis 2019 lockte DocMorris zeitweise weitere Kunden, indem die in Deutschland erhobene Zuzahlung bei Rezepten halbiert worden war.

### Ausgangssituation
Das Anbieten und Bewerben von verschreibungspflichtigen Arzneimitteln im Internet war gemäss dem deutschen Heilmittelwerbegesetz verboten und der Versand von Arzneimitteln nach dem deutschen Arzneimittelgesetz untersagt. DocMorris berief sich auf die garantierte wirtschaftliche Freizügigkeit auf dem Europäischen Binnenmarkt, um seine Geschäftstätigkeit auf dem Gebiet der Bundesrepublik Deutschland durchzuführen. Der Versandhändler trat dabei bewusst in einen Konflikt mit Gesetzen, Aufsichtsbehörden und deutschen Apothekern. Mit der geplanten Eröffnung von DocMorris-Apotheken, die von der gleichnamigen Kapitalgesellschaft betrieben werden sollten, und mit der Eröffnung einer ersten Apotheke im Saarland forderte DocMorris erneut die deutschen Apotheker heraus, die nun das Fremdbesitzverbot für Apotheken gefährdet sahen. Aus diesen Gründen waren das Geschäftsmodell und die Geschäftspraxis mehrfach Gegenstand von Gerichtsverhandlungen und führten schliesslich auch zu Änderungen des deutschen Apotheken- und Arzneimittelrechts.

### Gerichtsverfahren zum Versand von Arzneimitteln nach Deutschland (2003)
Der Versand von Arzneimitteln aus den Niederlanden an deutsche Kunden war Gegenstand mehrerer Gerichtsverhandlungen, da nach deutschem Recht der Versand von apotheken- und verschreibungspflichtigen Arzneimitteln untersagt war. Der Europäische Gerichtshof urteilte im Dezember 2003, dass der grenzüberschreitende Arzneimittelversand als prinzipiell mit europäischem Recht vereinbar angesehen werden kann. Gleichzeitig erkannte das Gericht jedoch das damals in Deutschland bestehende Verbot des Versandes verschreibungspflichtiger Arzneimittel an (I. DocMorris-Urteil des EuGH). Damit wurde die deutsche Rechtslage, nach der das Kerngeschäft, der Versand verschreibungspflichtiger Arzneimittel, illegal war, bestätigt. Dieses Urteil hatte jedoch für den Versandhändler kaum praktische Bedeutung, da bereits zuvor eine Änderung des deutschen Arzneimittelgesetzes zur Erlaubnis des Arzneimittelversands zum 1. Januar 2004 beschlossen worden war. Mit seinem Urteil vom 21. Juli 2006 erklärte das Landgericht Frankfurt am Main den Versand verschreibungspflichtiger Medikamente aus dem europäischen Ausland schliesslich für zulässig (AZ: 3-11 O 64/01).

### Eröffnung einer Filialapotheke in Deutschland (2006)

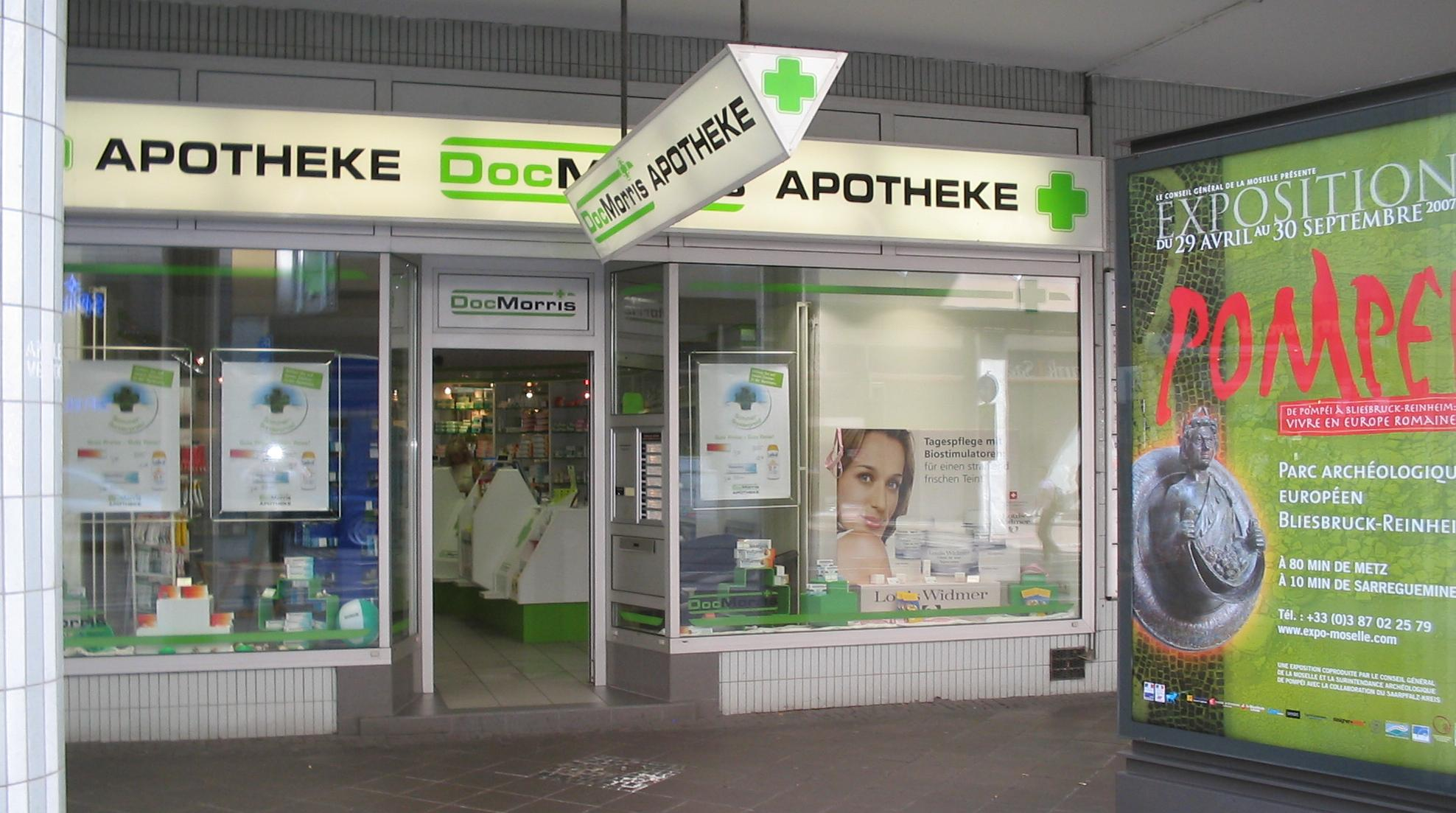
DocMorris-Apotheke in Saarbrücken, unter den Arkaden der Kaiserstraße im Jahr 2007

Um das Geschäft in Deutschland noch weiter auszubauen, eröffnete das Unternehmen im Juli 2006 in Saarbrücken ein Filialgeschäft. Die Erteilung der Betriebserlaubnis durch das saarländische Gesundheitsministerium überraschte, da nach dem deutschen Apothekengesetz nur Apotheker als Einzelperson (eingetragener Kaufmann) oder in einer nicht haftungsbeschränkten Personengesellschaft (Offene Handelsgesellschaft), nicht aber eine Aktiengesellschaft, zur Eröffnung und zum Betrieb einer Apotheke berechtigt sind (Fremdbesitzverbot). Der Gesundheitsminister Josef Hecken begründete die dennoch erfolgte Zulassung damit, dass die Einschränkung im deutschen Apothekenrecht nicht mit dem höherrangigen Europarecht vereinbar sei. Eine niedergelassene deutsche Apothekerin, eine Apothekerkammer und ein Apothekerverein klagten nun gemeinsam gegen die vom saarländischen Gesundheitsministerium erlassene Betriebserlaubnis. Die Klage berief sich darauf, dass die Genehmigung gegen das in Deutschland geltende Mehr- und Fremdbesitzverbot für Apotheken verstosse; dem Gesundheitsminister Josef Hecken wurde Rechtsbeugung vorgeworfen. Das Landgericht Saarbrücken entschied, dass dieser Eilantrag nicht der Eile bedürfe, und hat ihn daher abgewiesen. Die Klage gegen die Betriebserlaubnis bleibt hiervon unberührt.
Am 13. September 2006 gewährte das Verwaltungsgericht des Saarlandes in Saarlouis drei Saarbrücker Apothekern vorläufigen Rechtsschutz und ordnete eine Schliessung der DocMorris-Filiale an: Die Betriebserlaubnis verletze die Chancengleichheit im beruflichen Wettbewerb. Am 22. Januar 2007 hat das Oberverwaltungsgericht in Saarlouis die Entscheidung des Verwaltungsgerichts aufgehoben, so dass die Filialapotheke weiter betrieben werden konnte. Anders als das Verwaltungsgericht bewertete das Oberverwaltungsgericht in seiner Urteilsbegründung die Niederlassungsfreiheit für Kapitalgesellschaften innerhalb der europäischen Union vorrangig vor deutschem Recht. Zur Klärung der europarechtlichen Konformität des deutschen Rechts rief das Verwaltungsgericht den Europäischen Gerichtshof (EuGH) im Rahmen eines Vorabentscheidungsverfahrens an. Mit dem Urteil vom 19. Mai 2009 stellte der EuGH fest, dass die deutschen Regelungen im Apothekengesetz mit europäischem Recht vereinbar sind (II. DocMorris-Urteil des EuGH). So blieb die DocMorris-Apotheke in Saarbrücken weiterhin geöffnet, da das Unternehmen die abschliessende Entscheidung des Saarländischen Verwaltungsgerichts abwarten wollte. Schliesslich musste DocMorris seine Filialapotheke in Saarbrücken doch unverzüglich schliessen. Unter Berufung auf das genannte Urteil des EuGH widerrief das saarländische Gesundheitsministerium nach eigenen Angaben die Betriebsgenehmigung für die Apotheke mit sofortiger Wirkung. Gegen diesen Bescheid reichte DocMorris Klage vor dem Verwaltungsgericht des Saarlandes ein. Am 27. Juli 2009 wurde die Filiale wiedereröffnet, diesmal als Franchise-Apotheke, d. h. die vorher angestellte Apothekerin arbeitet wieder als selbstständige Apothekerin, hat aber eine Markenpartnerschaft mit DocMorris abgeschlossen.

### Franchiseapotheken

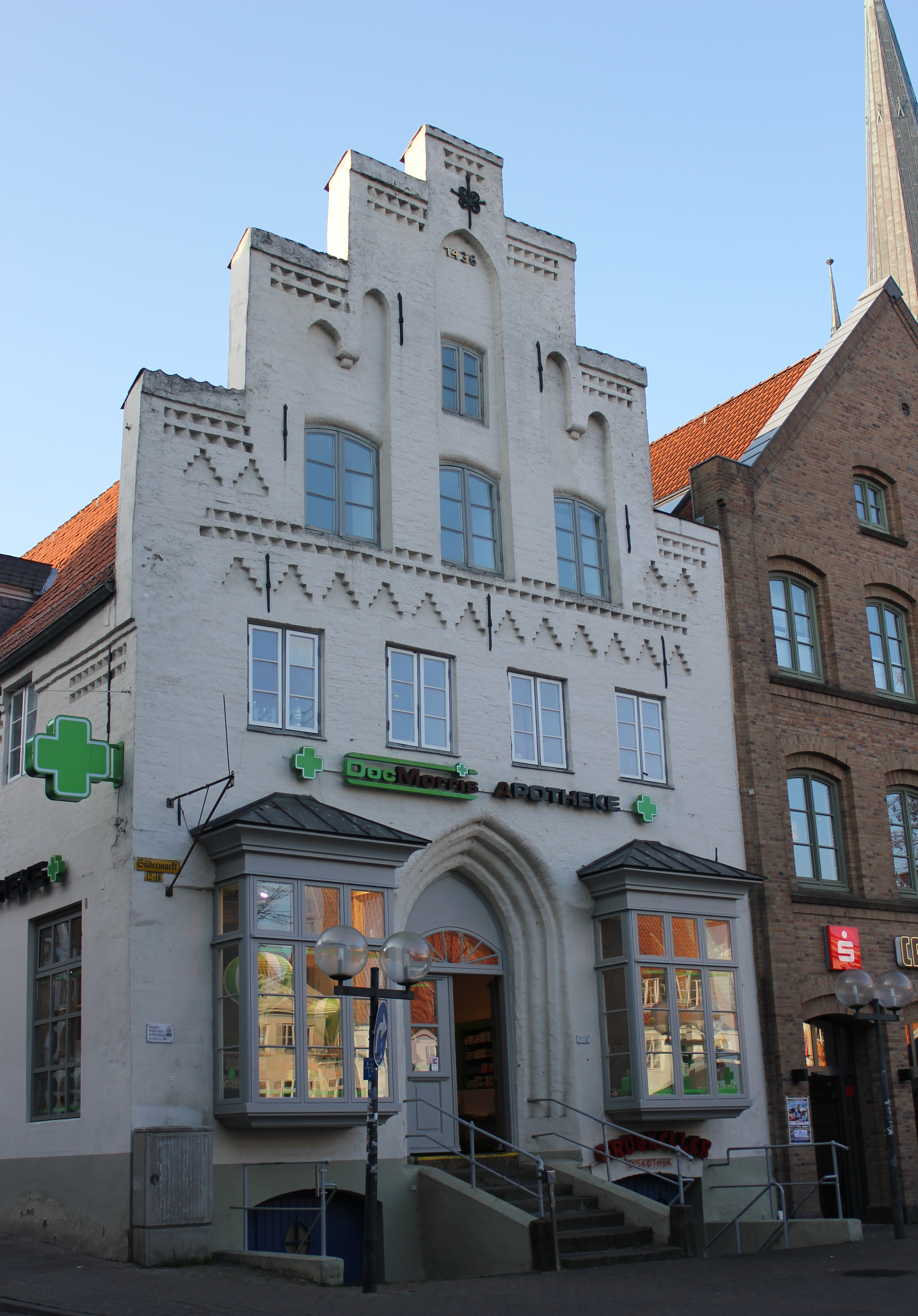
Ehemalige Flensburger DocMorris-Apotheke im Jahr 2013

Am 8. Januar 2007 wandelte das Unternehmen in St. Wendel im Saarland ebenfalls eine bestehende – und nach wie vor von einer deutschen Inhaberin eigenverantwortlich betriebene – Apotheke in eine Franchise-Filiale um, die gegen eine Lizenzgebühr das DocMorris-Logo führt. Eine zweite Franchiseapotheke eröffnete kurz danach in Flensburg. Bis zum Jahr 2011 hatten über 160 Apotheken in Deutschland den Lizenzvertrag mit DocMorris abgeschlossen. Das Unternehmen hatte das Ziel, 500 Apotheken für das Franchisekonzept zu gewinnen. Durch den Franchisevertrag blieben die Markenpartner-Apotheken weiterhin selbstständige Unternehmen. Sie dürfen jedoch gegen eine Lizenzgebühr die Marke und Marketingunterstützung von DocMorris nutzen.
Mit dem Verkauf an die Zur Rose Group 2012/13 endete die Markenpartnerschaft. Bestehende Franchiseverträge laufen noch bis zum jeweiligen Vertragsende weiter. Die erwähnte Franchiseapotheke in Flensburg führt den Namen DocMorris seit ungefähr 2015 nicht mehr.

### Abgabeautomaten
Im April 2017 richtete DocMorris im baden-württembergischen Hüffenhardt einen Digitalen Beratungsservice mit Abholfunktion für Arzneimittel ein. Grund dafür war, dass die einzige Apotheke des Ortes etwa ein Jahr zuvor geschlossen hatte; die Suche nach einem Nachfolger war erfolglos geblieben. Über einen Verkaufsautomaten konnten nun unabhängig von Öffnungszeiten Medikamente bezogen werden. In den Räumlichkeiten befand sich auch ein Bildschirm, über den bei Bedarf ein Apotheker aus dem Stammsitz im niederländischen Heerlen per Videochat zugeschaltet werden konnte. Nach nur zwei Tagen liess das Regierungspräsidium Karlsruhe die Video-Apotheke schliessen, bis die rechtliche Lage endgültig geklärt war.
Das Landgericht Mosbach hat dem niederländischen Unternehmen DocMorris nach einer Klage des baden-württembergischen Landesapothekerverbands, nach Klagen von drei Apothekern aus der Region sowie nach einer Klage eines Kölner Versandapothekers den Vertrieb von Arzneimitteln über den Verkaufsautomaten untersagt. Das Geschäftsmodell von DocMorris verstosse gegen das Arzneimittelgesetz und sei zudem auch wettbewerbswidrig, urteilte das Landgericht im Februar 2018. Vor dem Oberlandesgericht Karlsruhe wurden Ende Mai 2019 und Mitte Juli 2019 die Entscheidungen bestätigt, eine Revision wurde nicht zugelassen.
Die Klage von DocMorris gegen die Verbotsverfügung des Regierungspräsidiums vor dem Verwaltungsgericht Karlsruhe wurde im April 2019 abgewiesen und das behördliche Verbot, apothekenpflichtige Arzneimittel mittels eines Automaten in den Verkehr zu bringen, bestätigt. Auch hier wurden Verstösse gegen das Arzneimittelgesetz und die Apothekenbetriebsordnung festgestellt.